# Список умерших в 518 году
В этой статье представлен список известных людей, умерших в 518 году.
См. также: Категория:Умершие в 518 году

## Июль
- Анастасий I, император Восточной Римской империи (491—518).

## Дата смерти неизвестна или требует уточнения
- Авит Вьеннский, святой, епископ Вьеннский (Бургундия).
- Авит Перигорский, воин, святой отшельник Перигорский (возможно, умер в 570 году).
- Беоад, епископ ирландский.
- Монинна, настоятельница монастыря в Киллеви (Ирландия), святая.
- Флавиан II, патриарх Антиохийский (498—512); святой Православной и Католической церквей.

| Список умерших в 517 году | Список умерших в 518 году | Список умерших в 519 году |